# Понижени и увређени
Понижени и увређени (рус. Униженные и оскорблённые) роман је Фјодора М. Достојевског. Први пут је издат 1861. године у часопису „Време“.

## Радња
Наташа напушта дом својих родитеља и бежи са Аљошом (принц Алексеј) — сином кнеза Валковског. Скрхан болом, Наташин отац Николај проклиње и одбацује своју ћерку, с обзиром да је у свађи и на суду са кнезом Волконским који је решен да га материјално уништи иако зна да га је неправедно оптужио. Једини пријатељ који остаје на страни Наташе је Иван — њен пријатељ из детињства који је дубоко заљубљен у њу. Принц Валковски покушава да уништи Аљошине планове да се венча са Наташом, и жели да га натера да се уда за богату принцезу Катерину. Аљоша је од детињства младић са којим је лако манипулисати, поготово од стране свог оца. После очевог плана, Аљоша се заљубљује у Катерину. На крају, Аљоша бира Катерину пре Наташе. У међувремену, Иван подиже једну девојчицу која је сироче, Јелену, и сазнаје да је њена мајка побегла из куће свог оца (Шмита) и пошла за Валковског. Убрзо након што је Јелена била рођена, принц Валковски је напустио мајку и њу, узео свој новац и сиромашна жена и њена кћерка вратиле су се да траже опроштај од Шмита. Јеленина мајка умире непосредно пре него што је њен отац на крају пристао да јој опрости. У покушају да Николај (Наташин отац) опрости својој ћерки, Иван убеђује Николаја и његову супругу да усвоје Јелену. Тако што ће им испричати своју животну причу, Јелена чини да Николајево срце омекша и он прихвата Наташу. Убрзо после тога, Јелена умире од епилепсије. На крају Наташа прихвата Иванову љубав.